# Хшчонкі
Хшчонкі (пол. Chrzczonki) — село в Польщі, у гміні Ружан Маковського повіту Мазовецького воєводства.
Населення — 98 осіб (2011).
У 1975-1998 роках село належало до Остроленцького воєводства.

## Демографія
Демографічна структура станом на 31 березня 2011 року:
|          | Загалом | Допрацездатний вік | Працездатний вік | Постпрацездатний вік |
| -------- | ------- | ------------------ | ---------------- | -------------------- |
| Чоловіки | 47      | 6                  | 36               | 5                    |
| Жінки    | 51      | 12                 | 31               | 8                    |
| Разом    | 98      | 18                 | 67               | 13                   |